# Carlotta Brianza

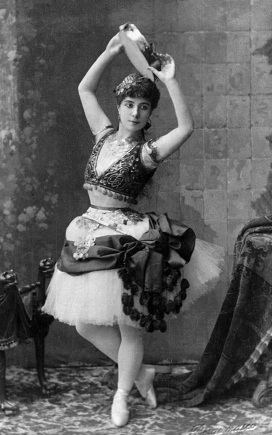
Carlotta Brianza in der Titelrolle von La Esmeralda, Sankt Petersburg, um 1890

Carolina Alice „Carlotta“ Brianza (* 1. April 1865 in Mailand; † 25. Juni 1938 in Clichy) war eine italienische Primaballerina mit internationaler Karriere, die besonders für ihr virtuose italienische Technik berühmt war.
Sie studierte mit Carlo Blasis an der Ballettschule der Mailänder Scala.
Ihr Debüt hatte sie in Excelsior von Luigi Manzotti und Romualdo Marenco. In demselben Erfolgsballett tanzte sie auch 1883 während einer Tournee in den USA und 1887 in Russland, im Arcadia Theater in Sankt Petersburg.

Dort engagierte man sie am kaiserlichen Mariinski-Theater, wo sie 1889 neben dem berühmten Enrico Cecchetti in dem Ballett Die Tulpe aus Haarlem von Lew Iwanow auftrat.

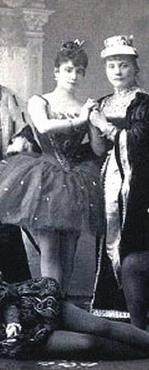
Carlotta Brianza als Aurora in Dornröschen, 1890

Besonders berühmt ist Carlotta Brianza, weil sie 1890 von Marius Petipa ausgewählt wurde, um in der Uraufführung von Tschaikowskys Dornröschen die Hauptrolle der Aurora zu tanzen. 1890 tanzte sie auch in Petipas Einakter Nénuphar mit Musik von Nikolai Krotkov, und 1891 in der Premiere von Petipas Kalkabrino zur Musik von Minkus. Da es ein Foto von Brianza als Esmeralda gibt, muss sie auch in dem gleichnamigen Ballett von Pugni aufgetreten sein (siehe Abb.).
1891 verließ sie Russland und setzte ihre Karriere in Italien, Wien, Paris und London fort. Nach ihrem Rückzug von der Bühne lebte sie in Paris als Ballettlehrerin.
Sergei Diaghilev holte sie 1921 für seine Inszenierung von Dornröschen („The Sleeping Princess“) mit den Ballets Russes nach London, wo sie Bronislava Nijinska bei der Inszenierung assistierte und die böse Fee Carabosse tanzte.
Über ihre letzten Lebensjahre weiß man so gut wie nichts. Brianza starb am 25. Juni 1938 in Clichy.